# Vreia de Jales
Vreia de Jales is een plaats (freguesia) in de Portugese gemeente Vila Pouca de Aguiar en telt 1190 inwoners (2001).